# Thibaudia caulialata
Thibaudia caulialata là một loài thực vật có hoa trong họ Thạch nam. Loài này được Ruiz & Pav. ex G. Don miêu tả khoa học đầu tiên năm 1834.